# Cry of Fear
Cry of Fear är en survival horror-förstapersonsskjutare utvecklat av Team Psykskallar. Spelet var tidigare en modifikation till datorspelet Half-Life, men som senare gavs ut som en fristående produkt på Steam den 25 april 2013.